# Cyrtodactylus phuketensis
Cyrtodactylus phuketensis là một loài thằn lằn trong họ Gekkonidae. Loài này được Sumontha, Pauwels, Kunya, Nitikul, Samphanthamit & Grismer mô tả khoa học đầu tiên năm 2012.